# Palaeorhiza montana
Palaeorhiza montana är en biart som beskrevs av Hirashima 1978. Palaeorhiza montana ingår i släktet Palaeorhiza och familjen korttungebin. Inga underarter finns listade i Catalogue of Life.